# Jianhe
Jianhe (en chino, 剑河; pinyin, Jiànhé, léase Chián-Je) es un condado bajo la administración directa de la Prefectura Qiandongnan en la Provincia de Guizhou, República Popular China.  Su área es de 2180 km² y su población total para 2010 superó los 180 mil habitantes.

## Toponimia
Jianhe es la pronunciación del pueblo Miao y es el antiguo nombre étnico del pueblo Miao. Este lugar lleva el nombre de un pueblo antiguo.

## Administración
Desde julio de 2020, el  condado Jianhe se divide en 13 pueblos que se administran en 1 subdistrito, 11   poblados y 1 villa.